# Taça de Santa Inês

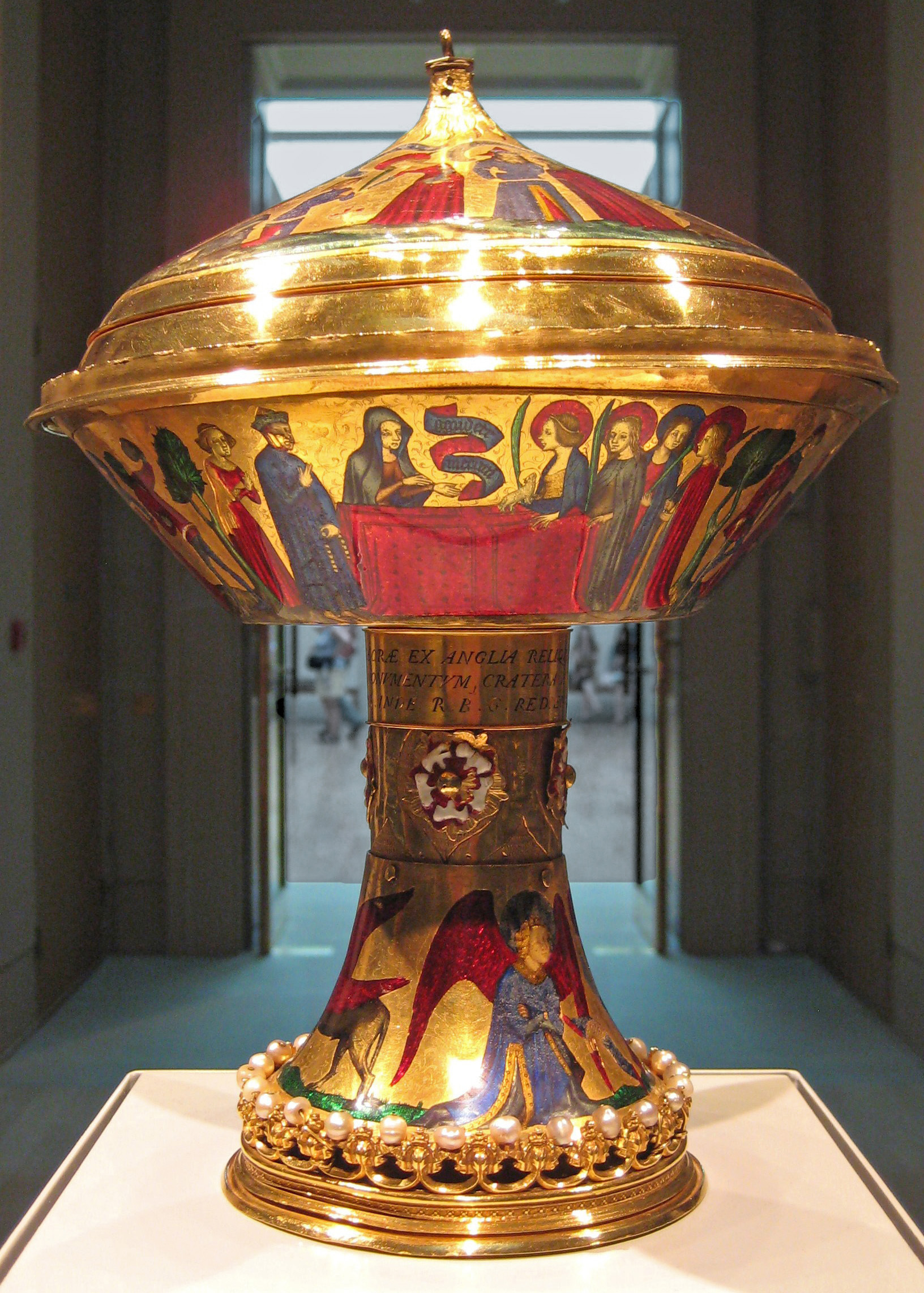
Taça de Santa Inês

A 'Taça de Santa Inês (ou Royal Gold Cup em inglês) é uma taça feita de ouro decorada com esmalte e pérolas. Foi concebida para a família real francesa, em particular João II, no final do século XIV, e, mais tarde, pertenceu a vários monarcas ingleses antes de passar para Espanha, durante cerca de 300 anos. A partir de 1892, a taça foi para o Museu Britânico onde se encontra exposta no Quarto 40, e, de forma geral, é considerada o melhor exemplo de um utensílio de metal existente do final do período medieval francês. Tem sido descrita como "[o símbolo de] esplendor real sobrevivente do período Gótico Internacional"; e de acordo com Thomas Hoving, antigo director do Metropolitan Museum of Art de Nova Iorque, "de todos os objectos decorados com jóias e ouro que chegaram até nós, este é o mais espectacular — e esta comparação inclui os grandes tesouros reais."
A taça é feita em ouro maciço, tem 23,6 cm de altura e um diâmetro de 17,8 cm no seu ponto mais largo, e pesa 1935 gramas. Tem uma tampa removível, e a base triangular onde antes se apoiava desapareceu. A haste da taça já foi, por duas vezes, aumentada com a adição de faixas cilíndricas, dando-lhe uma forma "tipicamente robusta e um formato elegante e entroncado." O ornamento original que ficava no topo da taça desapareceu, e um conjunto de 36 pérolas decorativas foi retirado da cobertura; uma faixa de ouro com as extremidades entalhadas pode ser observada onde estava anteriormente localizada. É possível que fosse semelhante àquela que ainda se encontra na base da taça.
As superfícies de ouro estão decoradas com cenas em basse-taille esmaltado com cores translúcidas que reflectem a luz do ouro abaixo; muitas zonas de ouro tanto abaixo do esmalte como no fundo, têm decorações gravadas e pointillé no ouro. Em particular, as decorações abrangem largas áreas de vermelho translúcido, que chegaram até aos nossos dias em excelentes condições. Esta cor, conhecida como rouge clair (vermelho claro em francês), era a mais difícil de obter tecnicamente, e altamente valorizada por esta razão e pelo brilho da cor quando era produzida com sucesso. Imagens da vida de Santa Inês envolvem o topo da cobertura e a zona inferior do corpo principal da taça. Os Quatro Evangelistas estão representados na base da taça, e encontram-se quatro medalhões esmaltados no centro do interior da tampa e da taça. A parte baixa das duas bandas acrescentadas contêm duas rosas de Tudor esmaltadas num fundo pointillé ornamentado; estas rosas terão sido acrescentadas no reinado de Henrique VIII de Inglaterra. A banda mais alta tem uma inscrição a preto esmaltado, com uma área com ramos de louro em verde para separar o fim da inscrição do seu início.
A taça chegou ao Museu Britânico numa caixa em couro de formato hexagonal, com um fecho, alças e suportes em ferro. A caixa terá sido feita na mesma altura, ou depois, da taça, e tem uma fina placa ornamental e uma inscrição em escrita gótica: YHE.SUS.O.MARYA.O.MARYA YHE SUS.